# Sås

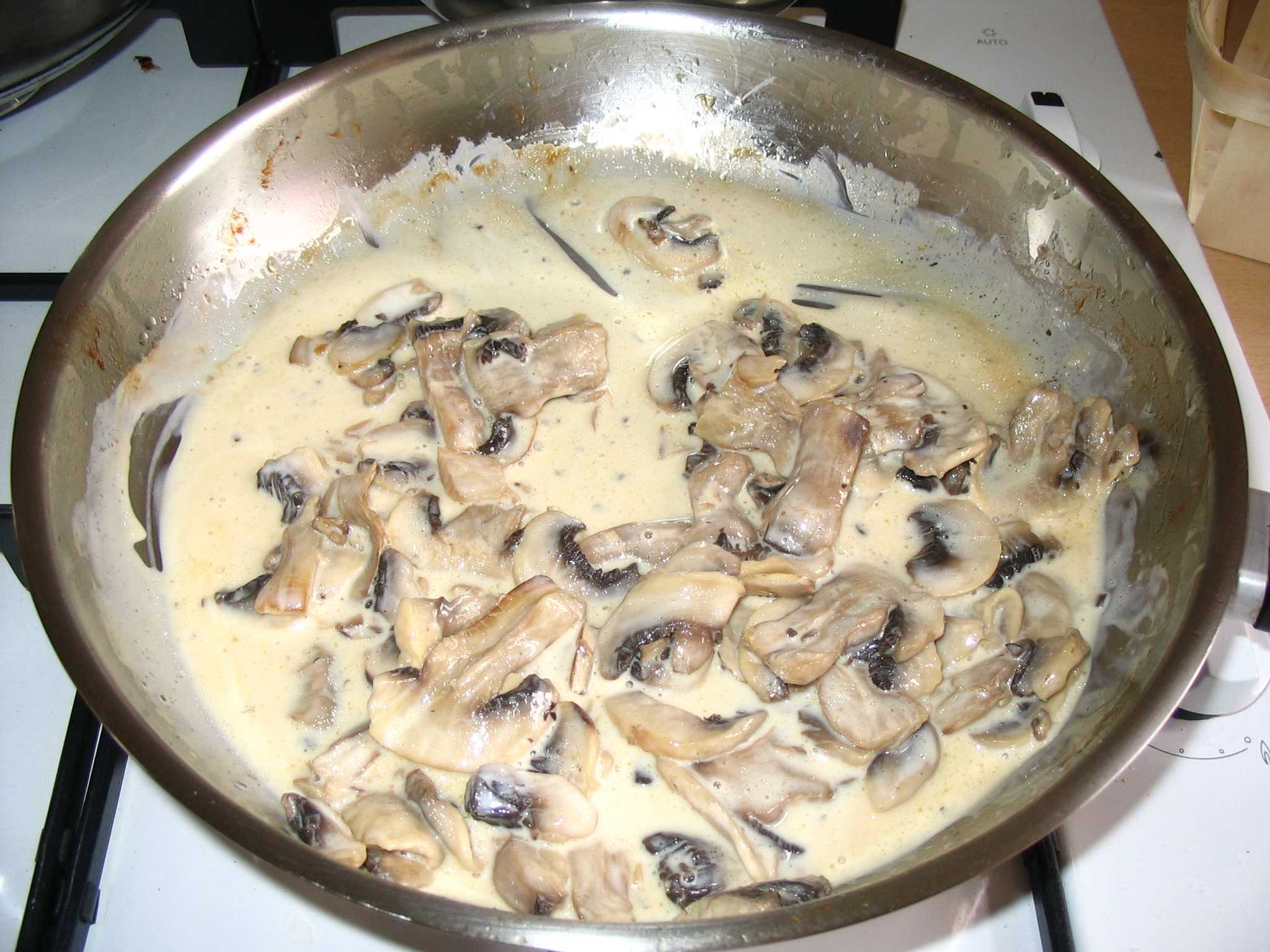
Champinjonsås.

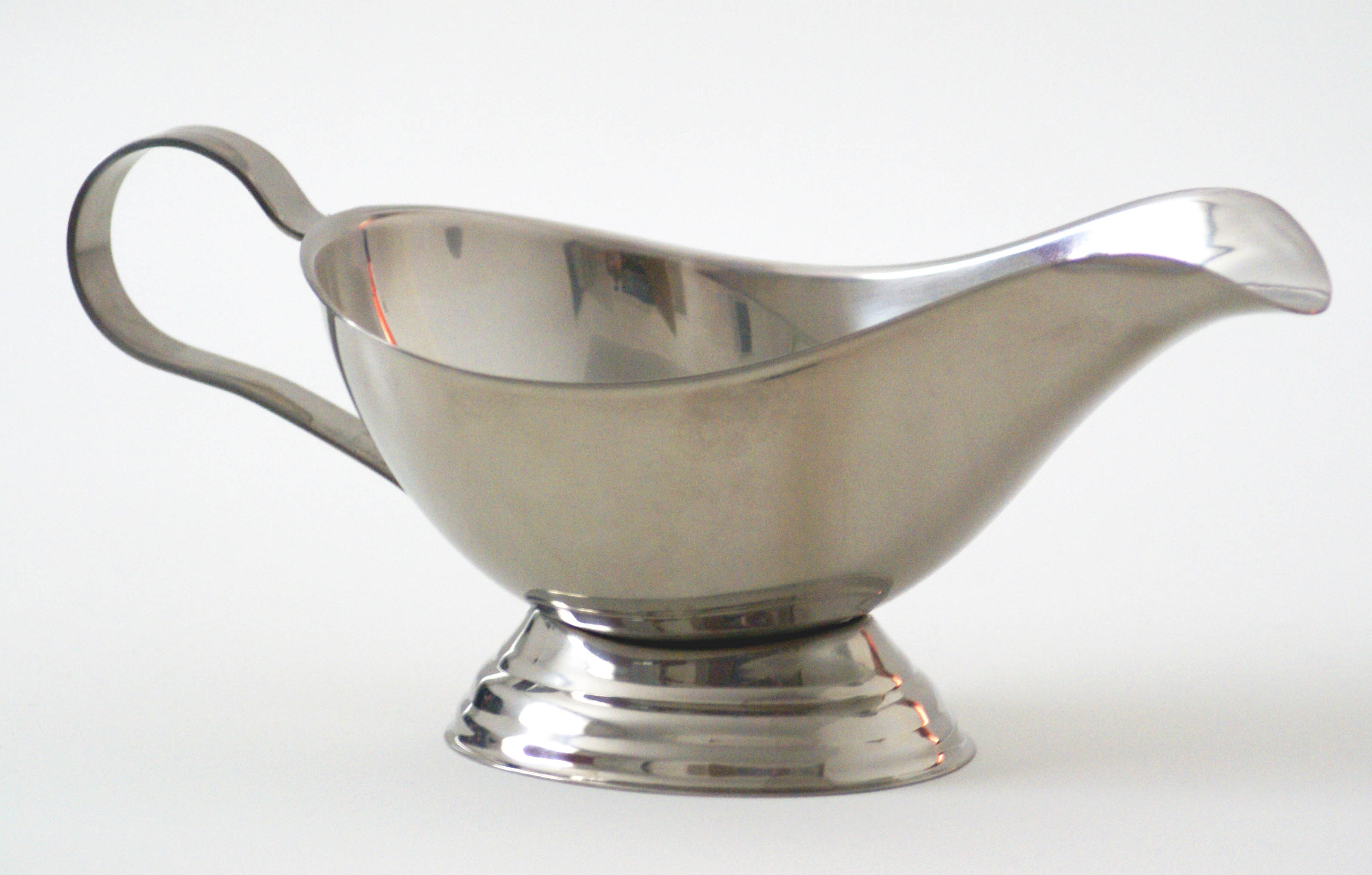
Sås serveras ofta ur såskoppar.

Såssil - Hallwylska museet

En sås, av det franska/engelska ordet sauce, är en flytande komponent i en maträtt. Sås används till att öka välbehaget när man äter.[källa behövs] Sås är en viktig del i alla världens kök.[källa behövs]
Viktiga basvaror i sås är buljong, sky och matfett.
Det finns olika typer av sås. Såser kan bland annat tillagas genom redning eller emulgering. En annan variant är skysåsen där man använder vätskan efter att ha stekt kött, tillsätter mer smak av till exempel lök och kokar ned såsen. Det kan vara färdigställda såser som sojasås. Såsen kan göras till maten så som en béchamelsås, som tillreds strax innan servering. Sås till sallad kallas salladsdressing.

## Saucier
En kock som specialiserat sig på såser kallas saucier.

## Typer av sås
- Bearnaisesås
- Béchamelsås
- Brunsås
- Café de Paris-sås
- Cumberlandsås
- Currysås
- Djävulssås
- Gräddsås
- Grönpepparsås
- Hollandaisesås
- Kantarellsås
- Kryddsås
- Köttfärssås
- Majonnäs
- Rödvinssås
- Skysås
- Sötsur sås
- Vaniljsås
- Vitlökssås
- Ädelostsås

## Grundsåser i det franska köket
Det franska köket har fem varma grundsåser (franska: sauces mères, "modersåser") och en kall grundsås, vilka kan kompletteras med ytterligare smaksättningar och bilda ett hundratal olika såser (ibland kallade "dottersåser").
- Sauce Espagnole, brun grundsås, redd sås på mörk buljong.
- Sauce Velouté, ljus grundsås, redd sås på ljus buljong.
- Sauce Béchamel, vit grundsås, redd sås på mjölk.
- Sauce Tomate, tomatsås.
- Sauce Hollandaise, emulsionsås på äggulor, vinäger och skirat smör.
- Sauce Mayonnaise, kall grundsås, emulsionsås på äggulor, senap, vinäger och matolja.

Den vanligaste listan över modersåser som används idag tillskrivs mästarkocken Auguste Escoffier och baseras på hans inflytelserika kokbok Le guide culinaire från 1903. I den ursprungliga franska utgåvan av boken inkluderades inte hollandaise som en av grundsåserna utan listades som en dottersås, och majonnäs beskrevs separat som en grundsås för kalla såser.
Den engelska utgåvan av Le guide culinaire, A Guide to Modern Cookery från 1907, listade fem grundsåser, inklusive hollandaise vid sidan av de ursprungliga fyra. I den engelska utgåvan beskrevs inte majonnäs som en modersås.